# Kongregacja ds. Kościelnych Immunitetów
Święta Kongregacja do spraw Kościelnych Immunitetów – dawna kongregacja Kurii Rzymskiej, zajmująca się monitorowaniem kwestii respektowania kościelnych immunitetów i przywilejów oraz interweniowaniem w sprawach konfliktów jurysdykcyjnych instytucji kościelnych z władzami świeckimi.

## Historia
Kongregacja ta utworzona została w grudniu 1623 przez papieża Urbana VIII, początkowo jako doraźna komisja kontrolująca przestrzeganie postanowień bulli Grzegorza XV dotyczącej kościelnej jurysdykcji. Trzy lata później, w 1626 została zorganizowana już jako stała kongregacja.
Wraz ze spadkiem znaczenia kwestii immunitetów Kościoła w XIX wieku znaczenie tej kongregacji malało. W 1879 została ona włączona w struktury Świętej Kongregacji ds. Soboru Trydenckiego (choć formalnie nie obniżono jej rangi), a w 1908 papież Pius X zniósł ją całkowicie.

## Lista prefektów Kongregacji
W początkowym okresie funkcję prefekta kongregacji sprawował z reguły najwyższy rangą kardynał będący jej członkiem, chyba że w sposób wyraźny wyznaczono innego kardynała, zaś w przypadku absencji prefekta, funkcję tę przejmował automatycznie kardynał najwyższy rangą spośród obecnych. Od zasady tej zaczęto odchodzić w drugiej połowie XVII wieku.
- Ottavio Bandini (1626–1629)
- Giovanni Garzia Millini (1629)
- Berlinghiero Gessi (1629–1639)
- Giovanni Battista Pamphili (1639–1644)
- Marzio Ginetti (1644–1671)
- Federico Borromeo (1671-1673)
- Gaspare Carpegna (1673–1714)
- Vacat
- Sebastiano Antonio Tanara (1718–1724)
- Francesco del Giudice (1724–1725)
- Fabrizio Paolucci (1725–1726)
- Giorgio Spinola (1726–1739)
- Giacomo Lanfredini (1739–1741)
- Giovanni Battista Spinola (1741–1752)
- Raniero d’Elci (1752–1761)
- Gaetano Fantuzzi (1761–1778)
- Gennaro Antonio de Simone (1779–1780)
- Vitaliano Borromeo (1781–1793)
- Luigi Valenti Gonzaga (1793–1808)
- Bartolomeo Pacca (1809–1818)
- Emmanuele de Gregorio (1818–1820)
- Annibale della Genga (1820–1823)
- Vacat
- Carlo Maria Pedicini (1826–1830)
- Giacomo Filippo Fransoni (1830–1834)
- Benedetto Barberini (1834–1863)
- Fabio Maria Asquini (1863–1872)
- Filippo Maria Guidi (1872–1879)

### Prefekci Kongregacji ds. Soboru Trydenckiego (od 1879)
W 1879 papież Leon XIII dokonał faktycznego (choć nie formalnego) połączenia Kongregacji ds. Immunitetów z Kongregacją ds. Soboru Trydenckiego. Od tej pory aż do oficjalnego zniesienia Kongregacji ds. Immunitetów jej prefektem był każdorazowy prefekt Kongregacji ds. Soboru Trydenckiego:
- Prospero Caterini (1879–1881)
- Lorenzo Nina (1881–1885)
- Luigi Serafini (1885–1893)
- Angelo Di Pietro (1893–1902)
- Vincenzo Vannutelli (1902-1908)